# Friedrich Wilhelm Bracht
Friedrich Wilhelm Bracht (* 29. Mai 1932; † 5. September 2010 in Bremen) war ein deutscher Bankkaufmann und Direktor der Bremer Bank.

## Biografie
Bracht wurde 1952 Mitarbeiter bei der Dresdner Bank und war zunächst in Hamburg für diese Bank tätig. 1969 wurde er zum Direktor der Bremer Bank von der Dresdner Bank berufen. Er war in dieser Position bis 1995 tätig.
Bracht trat 1971 in den Club zu Bremen ein. Er war als Nachfolger von Carl Otto Merkel von 1980 bis 2002 Vorsitzender des Clubs zu Bremen. Ihm folgte Klaus Berthold in diesem Amt. Auf Initiative von Bracht wurde 1990 ein Juniorenkreis des bis dahin reinen Herrenclubs mit einer Mitgliedschaft von jetzt 120 jungen Frauen und Männern gegründet. 2000 wurde die Aufnahme von Frauen durchgesetzt.
Bracht war seit 1996 Vorsitzender des Fördervereins Deutsches Schifffahrtsmuseum und von 1996 bis 2009 stellvertretender Vorsitzender im Kuratorium des Vereins sowie Mitglied des Verwaltungsrates der Stiftung Deutsches Schifffahrtsmuseum (DSM) in Bremerhaven. Die Zeitschrift der Vereinigung wurde von ihm redigiert. Erfolgreich war seine Spendenaktionen für die Restaurierung des Museumsschiffes und größten erhaltenen hölzernen Frachtseglers der Welt Seute Deern.
Weiterhin war er seit 1992 Mitglied des Kuratoriums der Wilhelm-Kaisen-Bürgerhilfe, Stiftungsrat der Otto-Modersohn-Stiftung, Vorstandsmitglied der Nicolaus Heinrich Schilling-Stiftung zur Förderung bremischen Kulturguts, langjähriges Vorstandsmitglied der Deutsch-Japanischen Gesellschaft in Bremen und Mitglied des Vereins von Freunden des Focke-Museums und der Stiftung Focke-Museum. Durch seine Zusammenarbeit mit der Deutschen Gesellschaft zur Rettung Schiffbrüchiger (DGzRS) wurde eine ständige Ausstellung über die Rettung aus Seenot eingerichtet. 

### Ehrungen
- Für sein vielfältiges ehrenamtliches Engagement verlieh ihm 2003 Bundespräsident Johannes Rau das Verdienstkreuz am Bande, das er von Bürgermeister Henning Scherf erhalten hat.